# 反资本主义左翼 (法国)
反资本主义左翼（法語：Gauche anticapitaliste，缩写为GA）是法国的一个已不存在的生态社会主义组织。该组织成立于2011年11月，作为新反资本主义党内部的一个公开派别。与党内主流派意见不同，该组织极力主张新反资本主义党同左翼阵线结盟。2011年底至2012年中，该组织的许多成员退出新反资本主义党。2012年，该组织加入左翼阵线。在2015年1月－2月举行的一次会议上，该组织决定解散。该组织曾是第四国际的常驻观察员。